# منتج ألعاب فيديو
منتج ألعاب فيديو (بالإنجليزية: Video game producer)‏ هو الشخص hds
bwuالمسؤول عن الإشراف على تطوير لعبة فيديو.

## المسؤوليات
- التفاوض على العقود ، بما في ذلك عروض الترخيص.
- يعمل كحلقة وصل بين موظفي التطوير وأصحاب المصلحة العليا (الناشرون أو الموظفين التنفيذيين) .
- تطوير وصيانة الجداول الزمنية والميزانيات.
- الإشراف على مشاريع التطوير الإبداعية (الفن و التصميم) والتقنية ( برمجة لعبة ) للعبة .
- ضمان التسليم في الوقت المناسب للنتائج المرجوة .
- اتخاذ الترتيبات اللازمة لاختبار بيتا.
- اتخاذ الترتيبات اللازمة لـ التوطين و العولمة .